# Lyogyrus
Lyogyrus is een geslacht van weekdieren uit de klasse van de Gastropoda (slakken).

## Soorten
- Lyogyrus bakerianus (Pilsbry, 1917)
- Lyogyrus browni (Carpenter, 1872)
- Lyogyrus granum (Say, 1822)
- Lyogyrus latus F. G. Thompson & Hershler, 1991
- Lyogyrus pilsbryi (Walker, 1906)
- Lyogyrus pupoideus (Gould, 1839)
- Lyogyrus retromargo (F. G. Thompson, 1968)
- Lyogyrus walkeri (Pilsbry, 1898)